# Ghetto Zámostí

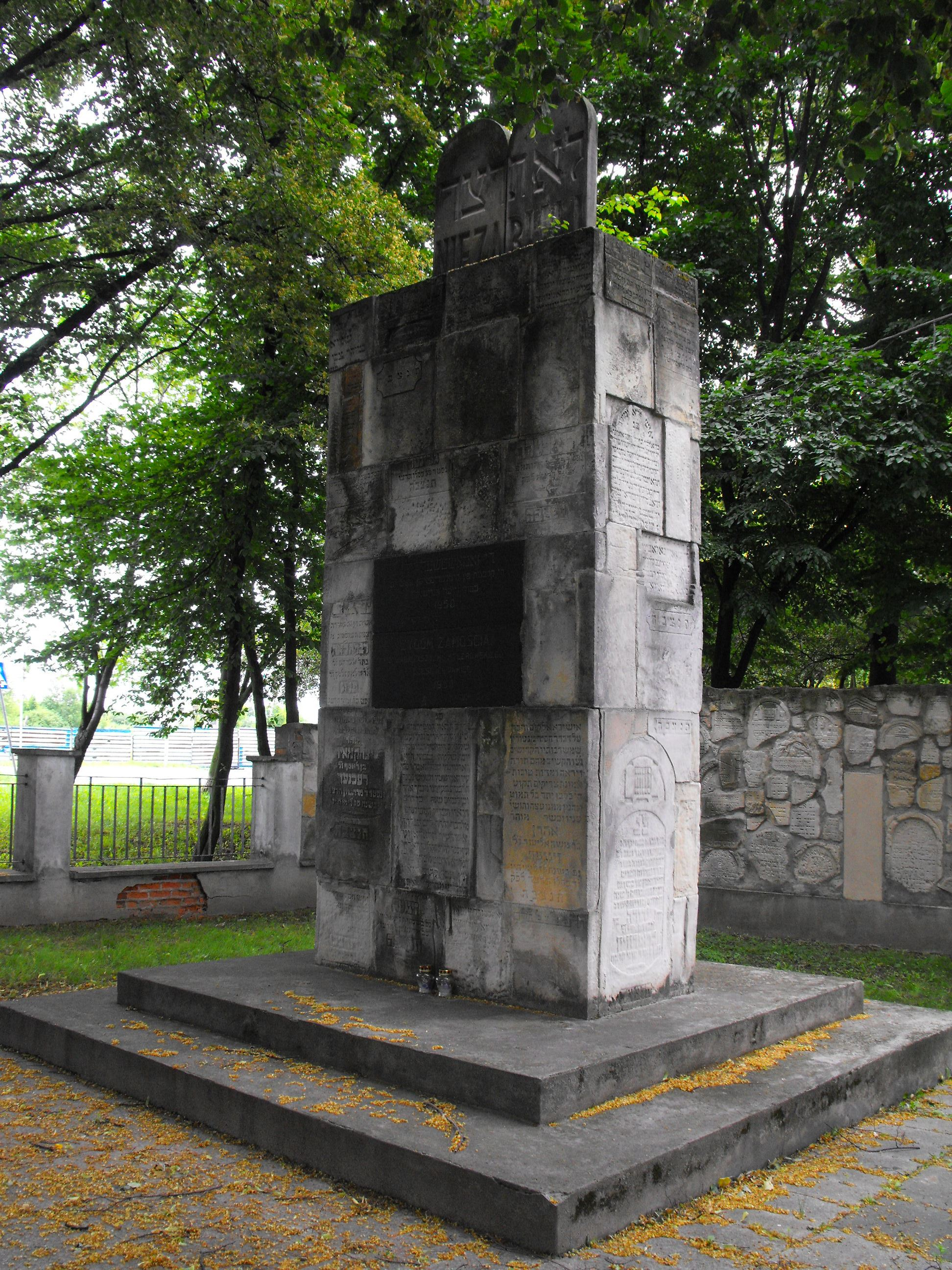
Pomník k připomenutí holocaustu v Zámostí

Ghetto Zámostí (polsky Ghetto Zamość) byl sběrný tábor označovaný jako ghetto v polské obci Zámostí (Zamość) v Lublinském vojvodství v tehdejším polském Generálním gouvernementu, v době německé okupace wehrmachtem.

## Historie
Počátkem prosince 1939 nařídilo Gestapo vytvoření dvanáctičlenné Židovské rady. Jejím předsedajícím byl Ben-Cion Lubliner, jenž byl již v lednu 1940 nahrazen právníkem Mieczyslawem Garfinkelem. Mnoho Židů uprchlo před nacisty do Ruska. Němci poté 
v místní tvrzi deportovali zpět Židy mj. z Povartí. K roku 1940 pocházelo 4000 Židů v ghettu ze Zámostí, další tisícovka pocházela odjinud.
1. dubna 1942 proběhl první transport Židů v rámci Akce Reinhardt do vyhlazovacího tábora Belzec.
1. května 1942 bylo deportováno asi 1000 Židů ze okresu Arnsberg z nákladového nádraží Hagen přes sběrný tábor Gestapa při jižním nádraží v Dortmundu do zámostského ghetta.
Nález dopisů na půdě domu v Niedermarsbergu podává výpověď o osudu deportovaných.
Ve dnech 16.-18. října 1942 bylo ghetto zlikvidováno.